# Ernst Hagemann (Beamter)
Ernst Hagemann (geboren vor 1839; gestorben um 1859) war der letzte Beamte des Amtes Langenhagen, Königlich Hannoverscher Regierungsrat und Stiftsherr von St. Peter und Paul in Bardowick. Sein bekanntestes Wirken blieb die Verhaftung des Dichters der späteren deutschen Nationalhymne, August Heinrich Hoffmann von Fallersleben.

## Leben
Ernst Hagemann war Sohn des am Oberappellationsgericht Celle tätigen Oberappellationsgerichtsrates Theodor Hagemann.
Als Nachfolger von Georg Conrad Julius Reinecke, einem der in Langenhagen tätigen Amtmänner im Amt Langenhagen, wirkte Hagemann in dieser Funktion unter seinem Landesherrn König Georg V. von Hannover in den Jahren von 1853 bis 1859 für seinerzeit rund 8000 Einwohner in damals lediglich gut 1000 Wohnsitzen. In diesem Zeitraum verhaftete Hagemann Hoffmann von Fallersleben, der „sich wiederholt unerlaubt in Bothfeld bei den Eltern seiner Nichte und späteren Frau aufgehalten“ hatte. Schließlich verbannte Hagemann den Dichter auf königlichen Befehl hin des Landes; Hoffmann von Fallersleben erlitt damit ein ähnliches Schicksal wie vor ihm die Göttinger Sieben.
Hagemanns auf das Jahr 1859 datierte Grabplatte findet sich als Erbbegräbnis am Verbindungsweg zwischen dem kirchlichen und dem städtischen Teil des Friedhofs Langenhagen.
Als Name eines der historisch bedeutsamen Bürger der Gemeinde Langenhagen ist „E. Hagemann“ als Inschrift auf einer Stele an der Walsroder Straße eingemeißelt.